# Rotrückenreiher

Verbreitungsgebiet des Rotrückenreihers

Der Rotrückenreiher (Nycticorax caledonicus) ist eine australasiatische Vogelart aus der Familie der Reiher. 

## Merkmale
Der Rotrückenreiher ist ein mittelgroßer, gedrungener Reiher. Männchen erreichen eine Körperlänge von 55 bis 65 Zentimeter. Weibchen werden zwischen 55 und 60 Zentimeter groß. Die Flügelspannweite beträgt bei Männchen 95 bis 110 und bei Weibchen 95 bis 105 Zentimeter. Das Gewicht beträgt durchschnittlich 800 Gramm. Vom Größenunterschied abgesehen existiert kein ausgeprägter Sexualdimorphismus.  
Sein Rücken ist von rötlich-brauner Farbe, der Bauch hingegen weiß. Wie der Nachtreiher trägt er eine schwarze Kappe mit verlängerten Nackenfedern zur Paarungszeit. Er hat einen schwarzen Schnabel und hellbraune Beine.

## Verbreitung und Lebensraum
Sein Verbreitungsgebiet umfasst ganz Australien, mit Ausnahme des ariden Binnenlandes, Neuguinea, Melanesien, Indonesien, die Philippinen, Neuseeland und Java. Auf Tasmanien ist der Rotrückenreiher regelmäßig ein Irrgast. Der Verbreitungsschwerpunkt des Rotrückenreihers ist der Südosten Australiens. Der auf dem Ogasawara-Archipel endemische Bonin-Rotrückenreiher, eine Unterart des Rotrückenreihers, wurde seit 1889 nicht mehr nachgewiesen und gilt als ausgestorben. 
Die Wanderbewegungen des Rotrückenreihers sind bislang nicht abschließend untersucht. In Regionen, die ihm ganzjährig geeignete Lebensräume bieten, ist der Rotrückenreiher vermutlich ein Standvogel. Bei den meisten australischen Brutvögeln ist jedoch eine Wanderbewegung zu beobachten.
Sein bevorzugter Lebensraum sind Gewässer aller Art, wie zum Beispiel Sumpfgebiete, Mangroven, Flüsse und Seen. Er kommt häufiger auch in urbanen Gebieten vor, wo er die Gewässer in Parkanlagen und Gärten nutzt.

## Verhalten
Der Rotrückenreiher ist überwiegend nachtaktiv. Er sucht überwiegend im Flachwasser und im Gewässerrand nach Nahrung. Dabei steht er häufig regungslos bis Beute in seine Reichweite gelangt oder durchschreitet langsam die Flachwasserzone. Er nutzt dabei besonders die Zonen aus, in denen ihm Vegetation einen Sichtschutz bietet. Er kommt aber auch auf Feuchtwiesen oder auf Überschwemmungsflächen vor. In Jahren mit einer hohen Zahl an Mäusen wird er auch auf Agrarflächen, an Straßenrändern, in der Nähe von Getreidesilos und Verladestationen von Getreide beobachtet. In dieser Zeit sucht er häufig auch während des Tages nach Nahrung, gewöhnlich ruht er jedoch tagsüber in Baumwipfeln, in Schilfbetten oder anderer Ufervegetation, die ihm Sichtschutz bietet. 
Die Brutperiode dauert von September bis April. In dieser Zeit errichtet der Rotrückenreiher sein Nest aus Ästen und Zweigen in einem hohen Baum in Wassernähe. Er nistet für gewöhnlich in kleinen Kolonien, oft zusammen mit anderen Reiherarten. Das Weibchen legt dort zwei bis fünf grünliche Eier, die von beiden Altvögeln bebrütet werden. Diese Art ist keineswegs vollkommen nachtaktiv. Vor allem bei Regenwetter sucht sie auch tagsüber nach Beute. Auf dem Speiseplan stehen dabei kleine Fische, Amphibien und Reptilien sowie Insekten und Eier.

## Belege

### Einzelbelege
1. ↑   Higgins, S. 1030
2. 1 2   Higgins, S. 1031